# Weltklasse Zürich 2014

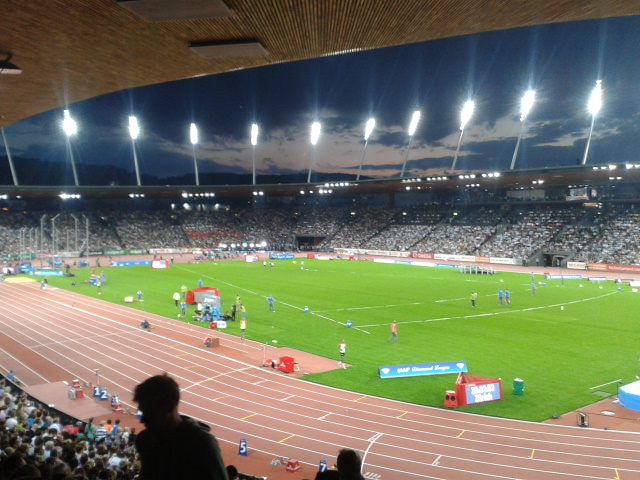
2014 Weltklasse Zürich

Weltklasse Zürich 2014 byl lehkoatletický mítink, který se konal 28. srpna 2014 ve švýcarskem městě Curych. Byl součástí série mítinků Diamantové ligy 2014.

## Výsledky
- Archiv výsledků zde [1]

### Muži
| Disciplína     | 1. místo                       | 2. místo                  | 3. místo                     |
| 200 m          | Alonso Edward 19,95            | Nickel Ashmeade 20,01     | Rasheed Dwyer 20,21          |
| 400 m          | LaShawn Merritt 44,36          | Gil Roberts 44,96         | Isaac Makwala 45,03          |
| 800 m          | Nijel Amos 1:43,77             | Ayanleh Souleiman 1:43,93 | David Lekuta Rudisha 1:43,96 |
| 5000 m         | Caleb Mwangangi Ndiku 13:07,01 | Muktar Edris 13:07,32     | Galen Rupp 13:07,82          |
| 400 m překážek | Cornel Fredericks 48,25        | Michael Tinsley 48,31     | Javier Culson 48,53          |
| Trojskok       | Christian Taylor 17,51 m       | Benjamin Compaoré 17,45 m | Will Claye 17,39 m           |
| Vrh koulí      | Reese Hoffa 21,88 m            | David Storl 21,47 m       | Joe Kovacs 21,43 m           |
| Hod oštěpem    | Thomas Röhler 87,63 m          | Keshorn Walcott 85,77 m   | Tero Pitkämäki 85,12 m       |

### Ženy
| Disciplína      | 1. místo                            | 2. místo                    | 3. místo                                            |
| 100 m           | Veronica Campbellová-Brownová 11,04 | Murielle Ahouréová 11,04    | Blessing Okagbareová 11,06                          |
| 1500 m          | Jennifer Simpsonová 3:59,92         | Shannon Rowburyová 3:59,93  | Viola Kibiwotová 4:00,46                            |
| 100 m překážek  | Dawn Harperová 12,58                | Sally Pearsonová 12,71      | Tiffany Porterová 12,72                             |
| 3000 m překážek | Habiba Ghribiová 9:15,23            | Hiwot Ayalewová 9:19,29     | Sofia Assefaová 9:19,79                             |
| Skok do výšky   | Marija Kučinová 200 cm              | Ana Šimičová 198 cm         | Ruth Beitiaová 193 cm                               |
| Skok daleký     | Ivana Španovićová 680 cm            | Tianna Bartolettaová 676 cm | Brittney Reeseová 666 cm                            |
| Skok o tyči     | Fabiana Murerová 472 cm             | Jennifer Suhrová 467 cm     | Nikoléta Kiriakopoúlou Katerina Stefanidiová 467 cm |
| Hod diskem      | Sandra Perkovićová 68,36 m          | Gia Lewis-Smallwood 67,32 m | Dani Samuelsová 64,86 m                             |